# Ministério Público do Estado do Paraná
O Ministério Público do Estado do Paraná (MPPR) é a instância no Estado do Paraná do Ministério Público, que tem como objetivo defender os direitos dos cidadãos e os interesses da sociedade.